# A 2016. évi téli ifjúsági olimpiai játékok éremtáblázata
A 2016. évi téli ifjúsági olimpiai játékok éremtáblázata egy rangsor, amely a sportolók által megszerezhető érmek számából tevődik össze. A 2016. évi téli ifjúsági olimpiai játékokat Lillehammerben rendezték 2012. február 12–21. között.
Az olimpián olyan páros- vagy csapat versenyszámokat is rendeztek, amelyekben a részt vevő csapatokban különböző nemzetek sportolói is szerepeltek. Ezek az érmek a táblázatban „Nemzetek vegyes részvételei” néven vannak feltüntetve.
Magyarország egy ezüst- és egy bronzéremmel az éremtáblázat 22. helyén végzett, Új-Zélanddal holtversenyben.

## Éremtáblázat
| Norvégia (rendező nemzet) |
| Magyarország              |

Sorrend: Aranyérmek száma, Ezüstérmek száma, Bronzérmek száma, Nemzetnév
| A 2016. évi téli ifjúsági olimpiai játékok éremtáblázata | A 2016. évi téli ifjúsági olimpiai játékok éremtáblázata | A 2016. évi téli ifjúsági olimpiai játékok éremtáblázata | A 2016. évi téli ifjúsági olimpiai játékok éremtáblázata | A 2016. évi téli ifjúsági olimpiai játékok éremtáblázata | Olimpia  |
| -------------------------------------------------------- | -------------------------------------------------------- | -------------------------------------------------------- | -------------------------------------------------------- | -------------------------------------------------------- | -------- |
|                                                          | Ország                                                   | Arany                                                    | Ezüst                                                    | Bronz                                                    | Összesen |
| 1.                                                       | Egyesült Államok (USA)                                   | 10                                                       | 6                                                        | 0                                                        | 16       |
| 2.                                                       | Dél-Korea (KOR)                                          | 10                                                       | 3                                                        | 3                                                        | 16       |
| 3.                                                       | Oroszország (RUS)                                        | 7                                                        | 8                                                        | 9                                                        | 24       |
| 4.                                                       | Németország (GER)                                        | 7                                                        | 7                                                        | 8                                                        | 22       |
| 5.                                                       | Norvégia (NOR)                                           | 4                                                        | 9                                                        | 6                                                        | 19       |
| –                                                        | Nemzetközi Csapat (ZZX)                                  | 4                                                        | 4                                                        | 5                                                        | 13       |
| 6.                                                       | Svájc (SUI)                                              | 4                                                        | 3                                                        | 4                                                        | 11       |
| 7.                                                       | Kína (CHN)                                               | 3                                                        | 5                                                        | 2                                                        | 10       |
| 8.                                                       | Kanada (CAN)                                             | 3                                                        | 2                                                        | 1                                                        | 6        |
| 9.                                                       | Svédország (SWE)                                         | 3                                                        | 2                                                        | 0                                                        | 5        |
| 10.                                                      | Szlovénia (SLO)                                          | 3                                                        | 0                                                        | 2                                                        | 5        |
| 11.                                                      | Japán (JPN)                                              | 2                                                        | 4                                                        | 0                                                        | 6        |
| 12.                                                      | Ausztria (AUT)                                           | 2                                                        | 3                                                        | 5                                                        | 10       |
| 13.                                                      | Franciaország (FRA)                                      | 2                                                        | 1                                                        | 4                                                        | 7        |
| 14.                                                      | Nagy-Britannia (GBR)                                     | 2                                                        | 0                                                        | 2                                                        | 4        |
| 15.                                                      | Olaszország (ITA)                                        | 1                                                        | 2                                                        | 6                                                        | 9        |
| 16.                                                      | Lettország (LAT)                                         | 1                                                        | 1                                                        | 0                                                        | 2        |
|                                                          | Románia (ROU)                                            | 1                                                        | 0                                                        | 0                                                        | 1        |
| 18.                                                      | Ukrajna (UKR)                                            | 1                                                        | 0                                                        | 0                                                        | 1        |
|                                                          |                                                          |                                                          |                                                          |                                                          |          |
| 19.                                                      | Ausztrália (AUS)                                         | 0                                                        | 3                                                        | 1                                                        | 4        |
| 20.                                                      | Csehország (CZE)                                         | 0                                                        | 2                                                        | 2                                                        | 4        |
| 21.                                                      | Finnország (FIN)                                         | 0                                                        | 1                                                        | 5                                                        | 6        |
| 22.                                                      | Magyarország (HUN)                                       | 0                                                        | 1                                                        | 1                                                        | 2        |
|                                                          | Új-Zéland (NZL)                                          | 0                                                        | 1                                                        | 1                                                        | 2        |
| 24.                                                      | Belgium (BEL)                                            | 0                                                        | 1                                                        | 0                                                        | 1        |
|                                                          | Szlovákia (SVK)                                          | 0                                                        | 1                                                        | 0                                                        | 1        |
|                                                          |                                                          |                                                          |                                                          |                                                          |          |
| 26.                                                      | Kazahsztán (KAZ)                                         | 0                                                        | 0                                                        | 2                                                        | 2        |
| 27.                                                      | Bulgária (BUL)                                           | 0                                                        | 0                                                        | 1                                                        | 1        |
|                                                          | Hollandia (NED)                                          | 0                                                        | 0                                                        | 1                                                        | 1        |
|                                                          |                                                          |                                                          |                                                          |                                                          |          |
| Összesen                                                 | Összesen                                                 | 70                                                       | 70                                                       | 70                                                       | 210      |